# Lathrapion convexus
Lathrapion convexus is een keversoort uit de familie zwamkevers (Endomychidae). De wetenschappelijke naam van de soort werd in 1983 gepubliceerd door Wolfgang H. Rücker.